# Villanueva de Jiloca
Villanueva de Jiloca là một đô thị ở tỉnh Zaragoza, Aragon, Tây Ban Nha. Theo điều tra dân số 2004 của Viện thống kê Tây Ban Nha (INE), đô thị này có dân số là 85 người. Diện tích đô thị này là 7 ki-lô-mét vuông.Đô thị này nằm ở độ cao 790 m trên mực nước biển, cách tỉnh lỵ 88 km.